# Бакланово (Московская область)
Бакланово — деревня в Клинском районе Московской области, в составе Нудольского сельского поселения. Население — 34 чел. (2010).

## География
Деревня расположена на юго-западе района, примерно в 14 км к юго-западу от райцентра Клин, у истока реки Катыш (правый приток Истры), высота центра над уровнем моря 246 м. Ближайший населённый пункт — Кузнечково в 1,5 км на юг.

## История
До 2006 года Бакланово входило в состав Малеевского сельского округа.

## Население
| 2002 | 2006 | 2010 |
| ---- | ---- | ---- |
| 14   | ↘9   | ↗34  |